# Priscilla Misihairabwi-Mushonga

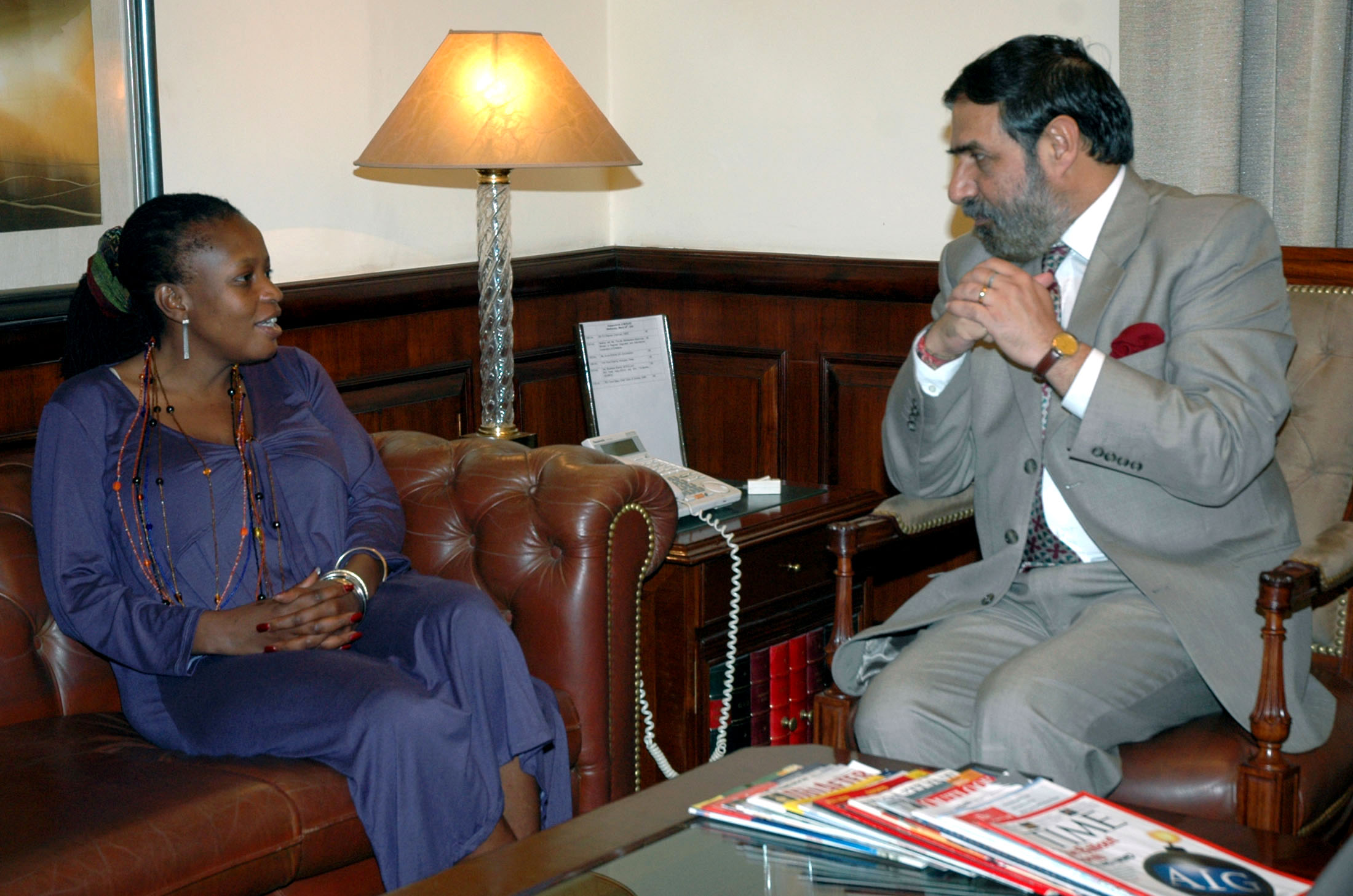
La ministre de l'Intégration régionale et de la Coopération internationale du Zimbabwe, Mme Priscilla Misihairabwi-Mushonga, rencontrant le ministre d'État chargé de l'information, de la radiodiffusion et des affaires extérieures, Shri Anand Sharma,

Priscilla Misihairabwi-Mushonga est une femme politique zimbabwéenne, ancienne membre de l'Assemblée pour Glen Norah, à Harare. Elle a également travaillé dans le "shadow cabinet" comme ministre des affaires étrangères pour le Mouvement pour le changement démocratique (MDC). Lorsque le parti s'est séparé en 2005, elle est restée avec le MDC et a été élue vice-Secrétaire Générale du parti.
En 2009, elle est nommée Ministre de l'Intégration Régionale et de la Coopération Internationale. Dans le gouvernement d'unité nationale en 2011, elle a été élue Secrétaire Générale du parti, un poste qu'elle a tenu jusqu'au congrès suivant en 2016. Elle est représentante en chef du MDC au JOMIC (Joint Monitoring and Implementation Committee) et au COPAC, le Comité Parlementaire Constitutionnel chargé de rédiger la constitution zimbabwéenne.
Elle est devenue veuve après que son mari, le Dr Christopher Mushonga, est mort de blessures infligées au cours d'un cambriolage manqué.